# NGC 7814
NGC 7814 (ou Caldwell 43), aussi surnommée le Petit Sombrero, est une galaxie spirale vue par la tranche et relativement rapprochée, située dans la constellation de Pégase. Sa vitesse par rapport au fond diffus cosmologique est de 694 ± 25 km/s, ce qui correspond à une distance de Hubble de 10,2 ± 0,8 Mpc (∼33,3 millions d'al). NGC 7814 a été découverte par l'astronome germano-britannique William Herschel en 1784.
Son surnom de Petit Sombrero provient du fait que son apparence est similaire à celle de la galaxie spirale M104, elle-même dite la galaxie du Sombrero,.
La classe de luminosité de NGC 7814 est I-II et elle présente une large raie HI. C'est aussi une galaxie LINER, c'est-à-dire une galaxie dont le noyau présente un spectre d'émission caractérisé par de larges raies d'atomes faiblement ionisés.
À ce jour, vingt mesures non basées sur le décalage vers le rouge (redshift) donnent une distance de 16,515 ± 2,888 Mpc (∼53,9 millions d'al), ce qui est à l'extérieur des valeurs de la distance de Hubble.

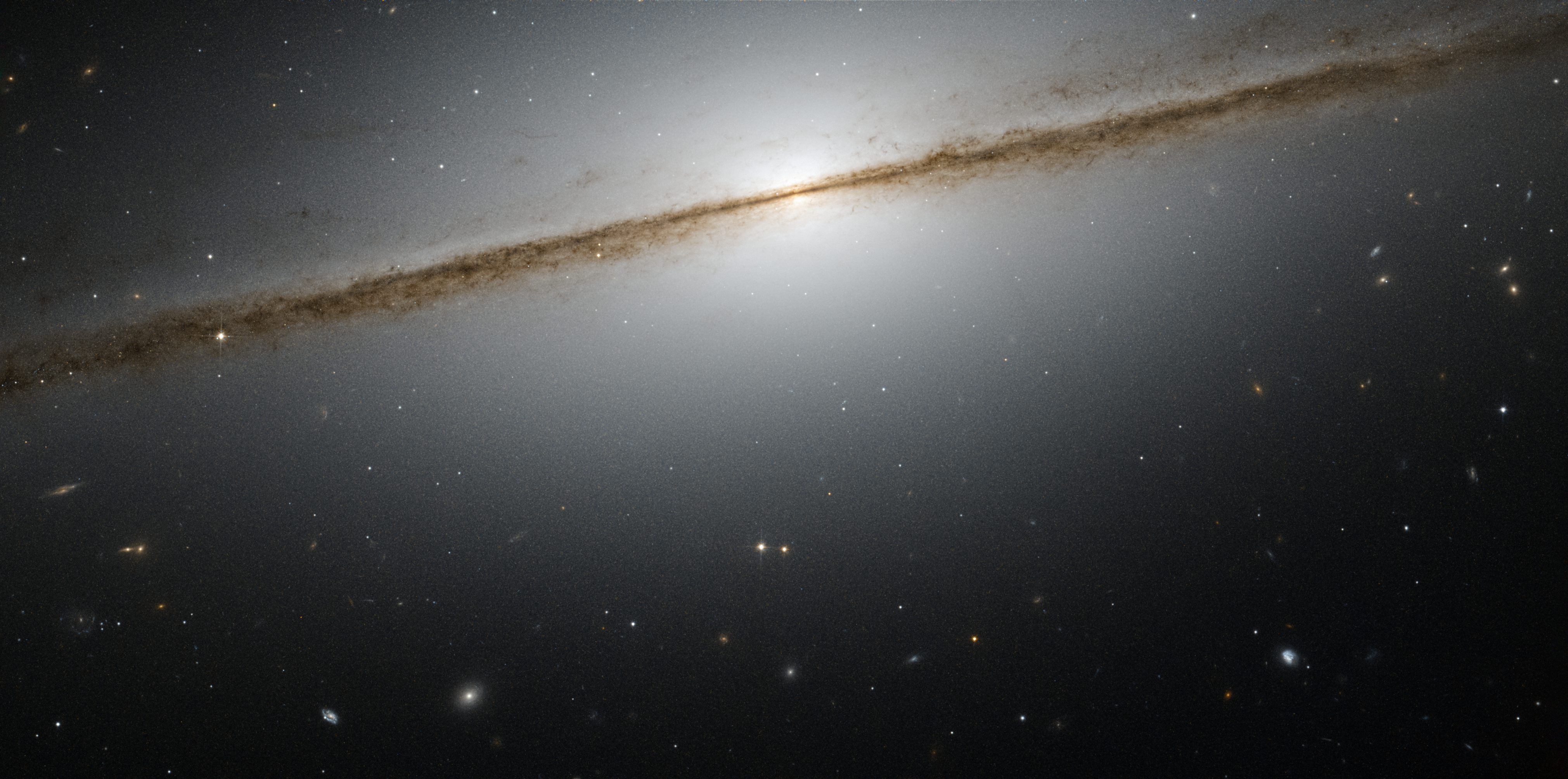
NGC 7814 imagée par le télescope spatiale Hubble.

## Amas globulaires
Étant relativement proche de notre groupe local, NGC 7814 est particulièrement intéressante pour l'étude des amas globulaires. Une première étude, dont l'année de publication n'a été préciser mais ne serait-ce ultérieure à novembre 2003, avait estimée le nombre d'amas globulaires associés à NGC 7814 entre 500 et 1000, ce qui est étonnamment élevé pour une galaxie spirale, ce taux étant en effet plutôt propre aux galaxies elliptiques. Une seconde étude réalisée en 2003 a permis de revoir considérablement à la baisse cette estimation (~200). Ce système reste néanmoins intéressant, sachant que NGC 7814 possède alors un nombre d'amas globulaires comparable à celui des deux galaxies spirales les mieux étudiées à ce jour, la Voie lactée et la galaxie d'Andromède (M31).

## Supernova
La supernova SN 2021rhu a été découverte dans NGC 7814 le 1er juillet 2021 par le relevé astronomique Zwicky Transient Facility (ZTF) de l'observatoire Palomar, aux États-Unis. Elle fut également observée par de nombreux astronomes amateurs, les jours suivants. D'une magnitude apparente de 15,6 au moment de sa découverte, elle était de type Ia.

## Groupe de NGC 7814
NGC 7814 est membre d'un groupe de galaxies qui porte son nom. Selon le site « Un Atlas de l'Univers » de Richard Powell, le groupe de NGC 7814 comprend au moins 5 galaxies, soit NGC 14, NGC 7814, UGC 17, UGC 122 (PGC 889) et UGC 12893 (PGC 38).

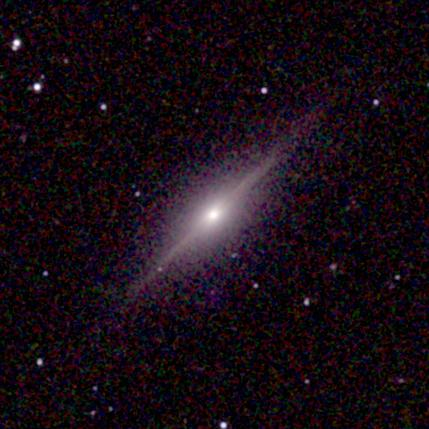
NGC 7814 par le relevé 2MASS.
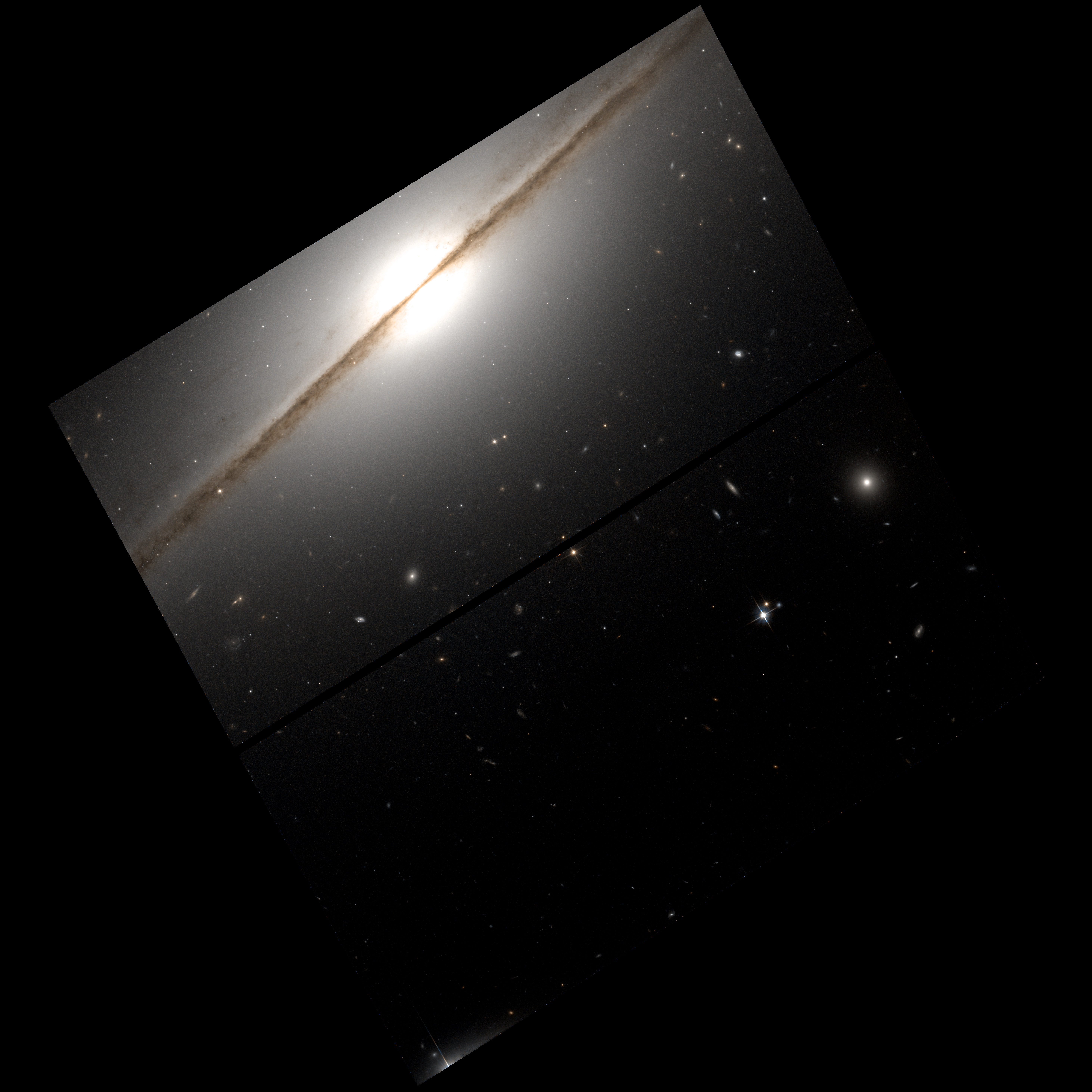
Autre version de NGC 7814 par le télescope spatial Hubble.
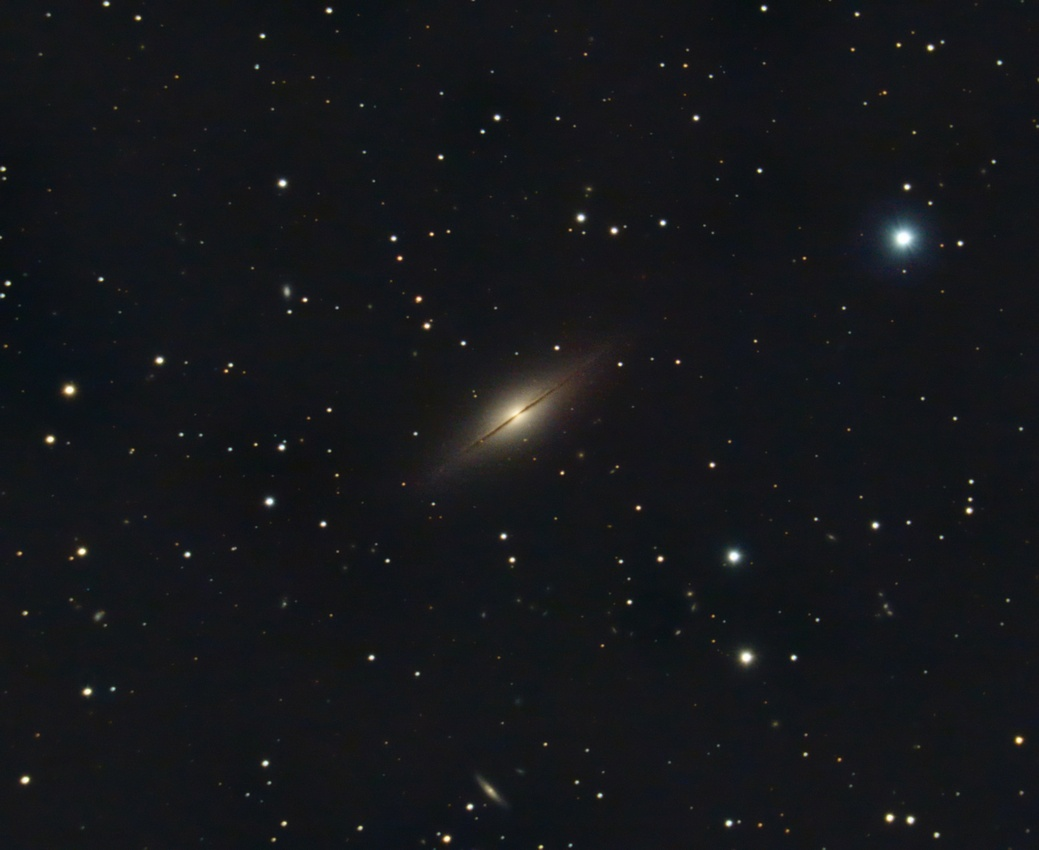
NGC 7814 photographiée par un astronome amateur.